# Алессандра Аччай
Алессандра Аччай (італ. Alessandra Acciai; * 12 грудня 1965, Рим, Італія) — італійська акторка театру та кіно, телеведуча.

## Біографія
Закінчила Національну академію драматичного мистецтва «Silvio D'Amico» в Римі (1989). Працювала на телебаченні з 1986 року. У кіно першу роль зіграла в 1989 році.   Серед найкращих ролей у кіно — Дора Дальмонте в драмі «Лаура: Бунтівник року / Laura: The Rebel Years / Anni ribelli» (1994, реж. Вервиці Поліцці) і «La classe non è acqua» (психіатр, 1997, реж. Сесілія Калві). Вітчизняному глядачеві відома по телесеріалу «Страсті по-італійському / Incantesimo» (Кора Сенсесі, 1998–2001). Виступила як автор сценаріїв окремих серій багатосерійного детективу «Комісар Рекс» (2008). Грає в театрі.

## Фільмографія

### Фільми
- Casa mia, casa mia... (1987)
- Nulla ci può fermare (Agenzia investigativa) (1989)
- Ferdinando uomo d'amore (1990)
- Una fredda mattina di maggio (1990)
- Venere paura (1991)
- Le donne non-vogliono più (1993)
- Anni ribelli (1994)
- Il giorno del giudizio (1994)
- La vera vita di Antonio H. (1994)
- Albergo Roma (1996)
- Uomini senza donne (1996)
- Profili (1996)
- La lettera (1997, short)
- La terza luna (1997)
- La classe non è acqua (1997)
- Oltre la giustizia (Bajo bandera, 1997)
- Deceit (1999)
- Princesa (2001)
- Poco più di un anno fa (Diario di un pornodivo) (2003)
- Come mosche (2005)
- È stato il figlio (2012)

### Телебачення
- Il gioko (1999)
- ...e se poi se ne vanno? (1989)
- Scoop (1991)
- Morte di una strega (1996)
- Teo (1997)
- Due donne contro (1997)
- Una donna per amico (1998)
- Il maresciallo Rocca 2 (episode «Senza perché», (1998))
- Incantesimo (1998)
- Incantesimo 2 (1999)
- Mai con i quadri (1999)
- Incantesimo 3 (2000)
- Lupo mannaro (2000)
- Qualcuno da amare (2000)
- Incantesimo 4 (2001)
- Un papà quasi perfetto (2003)

### Серіали
- Il Commissario Rex (2 episodes 2008)

## Джерело
- Сторінка в інтернеті [Архівовано 13 січня 2015 у Wayback Machine.]